# Fundraiser
Fundraiser (również specjalista do spraw pozyskiwania funduszy) – osoba specjalizująca się w pozyskiwaniu funduszy (fundraisingiem) lub darowizn rzeczowych na cele społeczne, np. dla organizacji pozarządowych, naukowych, sportowych, młodzieżowych, religijnych, domów dziecka, szpitali, hospicjów, szkół, uczelni czy instytucji kulturalnych.
Organizacją zrzeszającą fundraiserów w Polsce jest Polskie Stowarzyszenie Fundraisingu.